# Blast Corps
Blast Corps é um jogo eletrônico de ação de 1997, desenvolvido pela Rare e publicado pela Nintendo para o Nintendo 64, no qual o jogador usa veículos para destruir construções no caminho de um caminhão carregado de mísseis nucleares. O jogo contém 57 estágios, nos quais o jogador deve resolver quebra-cabeças ao usar diferentes veículos para mover objetos e abrir o caminho. Foi lançado em março de 1997 no Japão e na América do Norte, com um lançamento mais abrangente acontecendo no fim do mesmo ano.
O jogo foi um dos primeiros lançamentos da Rare para o Nintendo 64. Seu time de desenvolvimento possuiu entre quatro a sete membros, muitos dos quais recém graduados. O time buscava fazer a jogabilidade se encaixar com a ideia do co-fundador da Rare de criar um jogo de destruição. As mecânicas do jogo foram inspiradas em Donkey Kong (1994).
Blast Corps foi recebido com aclamação da crítica e recebeu a segunda melhor avaliação do Metacritic de 1997 para o Nintendo 64. O jogo vendeu um milhão de cópias, menos do que o esperado pelo time, mas recebeu várias premiações. Críticos elogiaram sua originalidade, variedade e gráficos, com alguns reclamando dos controles e da repetição.

## Jogabilidade
Em Blast Corps, o jogador controla veículos com intuito de destruir construções, prédios, fazendas e outras estruturas, obstruindo a passagem de um caminhão carregado de mísseis nucleares. O jogador perde se o caminhão colidir com algum objeto. Existem oito veículos de demolição, que variam em como eles lidam com as estruturas. O jogador deve alternar entre os veículos e outras máquinas para resolver os quebra-cabeças. O nível de dificuldade aumenta conforme o jogador progride através dos 57 estágios.
O jogador pode ajustar a perspectiva visual com funções de zoom e panorâmica. Dicas irão guiar o jogador nos primeiros estágios. O tempo da trilha sonora aumenta conforme o cronômetro que marca o limite de duração se aproxima do final. Após completar um estágio, o jogador pode retornar para explorá-lo sem limites de tempo. Ao encontrar segredos e ativar lâmpadas através dos estágios, o jogador aumenta sua pontuação final. O jogador pode competir contra uma versão fantasma de si mesmo, uma cópia de sua última tentativa no estágio. Não há configuração para a dificuldade do jogo, e ele salva o progresso tanto para o cartucho quanto para acessórios de armazenamento externo.

## Desenvolvimento

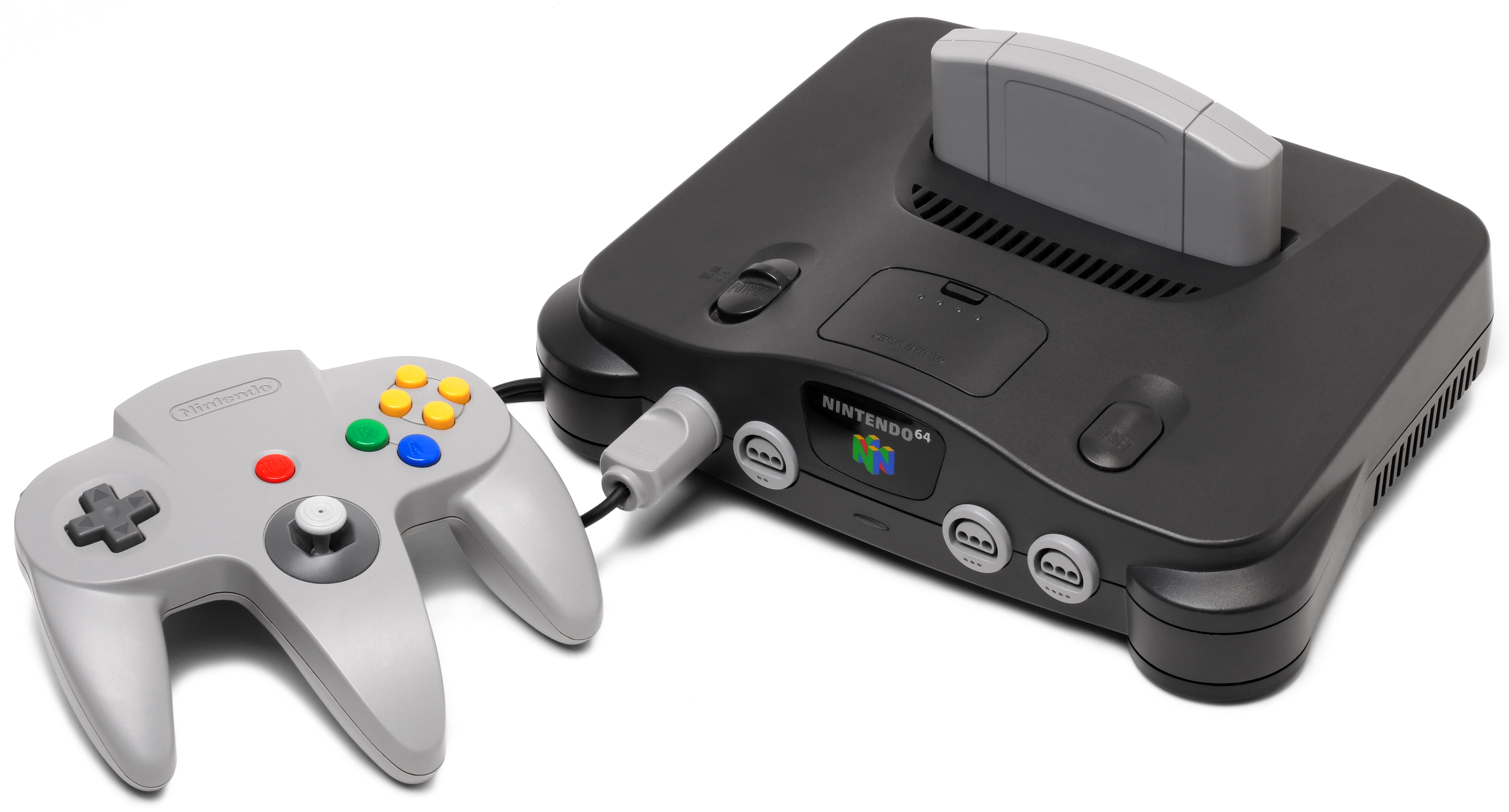
Uma foto de um Nintendo 64, plataforma onde Blast Corps foi lançado, com um controle padrão cinza conectado.

Blast Corps foi um dos primeiros jogos da Rare para o Nintendo 64, e liderou uma série de sete títulos do console que foram aclamados pela crítica. A produção do jogo iniciou em 1996. O time de desenvolvimento consistiu de quatro recém  graduados, apesar de ter sido expandido até sete membros. Martin Wakeley se tornou o líder de design. Ele afirmou que o pequeno tamanho do time permitiu uma fácil progressão entre planejamento até lançamento no mercado. Um dos fundadores da Rare, Chris Stamper, queria criar um jogo sobre destruição de prédios, e isso foi o que gerou o início do projeto. O time trabalhou para se adequar aos seus planos e ideias sobre a jogabilidade, e criou um conceito de "Objeto em Movimento Constante", que se tornou posteriormente o caminhão carregando mísseis.
A Retro Gamer creditou Wakeley pelas ideias de Blast Corps e o humor presente no meio da situação supostamente séria apresentada pelo jogo. Um dos veículos robôs foi projetado sem um braço, porque o computador do desenvolvedor ficou sem memória para guardar todos os dados, e eles gostaram de como o resultado final ficou, mesmo assim. Os times de garantia da qualidade competiram para alcançar os limites de cada estágio, o que resultou em objetivos de nível platina sendo implementados. Wakeley descreveu esses desafios como "insanos" e disse que ele pessoalmente só conseguiu terminar quatro deles.
Wakeley via Blast Corps como um jogo de quebra-cabeças, e foi influenciado pelo Donkey Kong, no qual o jogador começa cada estágio com todas as ferramentas que precisa para terminá-lo, mas precisa aprender como utilizá-las. Wakeley afirmou que isso era uma mecânica central para o jogo. Ele também foi inspirado pelo demo de Super Mario 64, que o introduziu aos controles analógicos e o inspirou a alcançar algo similar. As realizações técnicas do time incluíram modelos de ambiente e personagens compostos completamente de polígonos e a ausência de névoa para esconder paisagens distantes.
A Nintendo publicou Blast Corps para o Nintendo 64. Em 1995, ele foi anunciado como Blast Dozer, nome que foi mantido no lançamento japonês. O time chegou a considerar outros título, incluindo Heavy Duty Heroes, Blast Radius, e Power Dozer. Blast Corps foi lançado originalmente no Japão em 21 de março de 1997, e na América do Norte três dias depois. A versão da Europa e Austrália foi lançada em 22 de dezembro. O jogo ficou em produção por pouco mais de um ano.

## Recepção
O jogo recebeu "aclamação universal", de acordo com o Metacritic, e "sucesso crítico unânime", de acordo com a Retro Gamer. Avaliações elogiaram a novidade e variedade da jogabilidade de Blast Corps. Peer Schneider, da IGN, elogiou a originalidade de jogo no meio de uma indústria hesitante em se arriscar. Trent Ward comentou pela GameSpot que "o relacionamento único entre o terreno e os veículos que você controla garantem que Blast Corps irá exercitar sua mente e seus reflexos".
Críticos reportaram dificuldades em dominar os controles do jogo. Slo Mo, da GamePro, elogiou este aspecto do jogo, afirmando que até dominar a extrema precisão da direção era divertido, o que recompensava os jogadores com melhores técnicas, e demonstrando sua apreciação pela forte distinção entre os diferentes veículos do jogo. Schneider também demorou a apreciar a complexidade dos controles e as diferenças entre os veículos. Ele considerou a visão da câmera muito restritiva em comparação com outros jogos 3D contemporâneos. Schneider achou que o jogo deveria ter sido mais longo, com menos estágios extras e mais missões principais, apesar de ter gostado do ritmo, design, e dificuldade dos mesmos. Slo Mo, em contrapartida, afirmou que "mais de 60 estágios e áreas secretas são o suficiente para valer o preço". Um crítico da Next Generation concordou, afirmando que a quantidade de estágios e fases secretas tornam Blast Corps "um dos poucos jogos do Nintendo 64 que justificam seu preço alto." Shawn Smith e Sushi-X, da Electronic Gaming Monthly (EGM), acharam que o jogo era repetitivo. Este sentimento também foi afirmado pela Computer and Video Games (CVG), apesar desta ter elogiado o design dos estágios e a progressão de dificuldade. Ward afirmou que "basicamente o que temos aqui é um jogo com ótimos gráficos, boa trila sonora, e boa premissa. O que é mais impressionante é que não parece ter nenhuma falha significante, a não ser que você considere a falta de um modo co-operativo, o que não seria justo". Crispin Boyer, da EGM, escreveu que a melhor característica do jogo era seu "sentimento palpável de suspense", enquanto o caminhão avança em direção aos prédios.
Críticos elogiaram os gráficos e áudios do jogo. Schneider achou que o jogo era despretensioso em comparação com outros jogos da época, elogiando as texturas, que tornavam os cenários noturnos mais realísticos. Ele também afirmou que a programação 3D do jogo era impecável, e ficou particularmente satisfeito com a falta de névoa no mapa, geralmente utilizada para cobrir limitações técnicas. A EGM também elogiou as paisagens, chamando-as de "incríveis". Scott McCall, do AllGame, elogiou os modelos poligonais realísticos e as realizações técnicas, enquanto Steve Polak, do The Weekend Australian, escreveu que Blast Corps demonstrou as capacidades gráficas do console. Schneider descreveu a trilha sonora como "um mix de pop dos anos 70, trilha de filme de desastre, e Country Bear Jamboree", elogiando os sons dos motores, dos pneus, e das colisões. Outros críticos reclamaram das trilhas contendo música country.
A IGN escreveu que Blast Corps exemplificava qualidades de jogos de arcade do Nintendo Entertainment System, enquanto a EGM o considerou diferente de todos os demais. A Retro Gamer escreveu que a combinação de quebra-cabeças do jogo e da contínua destruição o tornaram tão único que chegou a desafiar a classificação de gênero, e descreveu o conceito de jogabilidade de retornar aos estágios para explorá-los sem limite de tempo como "um toque de gênio". A revista chamou Blast Corps de um sucessor 3D de jogos como Loco-Motion. A Computer and Video Games afirmou que ele fazia parte de um subgênero de "destruição, que incluía jogos como Desert Strike, Return Fire, e Body Harvest, e Matt Fox, da The Video Games Guide, o considerou similar a Highway Encounter e Lunar Jetman. Slo Mo afirmou que ele "era como Pilotwings com uma reviravolta kamikaze". Schneider disse que Blast Corps estava no mesmo nível de qualidade de jogos de Shigeru Miyamoto, e era um excelente exemplo do potencial da Rare.
Blast Corps vendeu um milhão de cópias, menos do que esperado pela Rare, sendo mais bem sucedido no Japão. O Metacritic o colocou entre os dez melhores jogos lançados em 1997, se mantendo como o melhor jogo de Nintendo 64 no Metacritic depois do GoldenEye 007. Foi eleito pela EGM como o jogo do mês em maio de 1997, e como a "escolha do editor" pela IGN. Ainda em 1997, a EGM o colocou na 93ª posição em sua lista de melhores jogos de console de todos os tempos, dizendo "convenhamos, além de dirigir todos os veículos que você achava super legais quando era criança, você ainda os utiliza para destruir prédios." Quatro de seis críticos da Nintendo Power recomendaram o jogo.

## Legado
Wakeley, o designer do jogo, considerou criar uma sequência como jogo de combate e ação, mas achou que os conceitos usados em Blast Corps já haviam sido exauridos completamente. Após elogiar o jogo em uma retrospectiva da Rare em 2010, escritores da Retro Gamer pediram por uma continuação. A revista afirmou que o título era prova da capacidade criativa da empresa. Steve Ellis, que foi um desenvolvedor da Rare, achou que Blast Corps estava entre os jogos mais subestimados da empresa, e apesar das mecânicas de física do jogo estarem datadas atualmente, continua a achar o jogo divertido de jogar regularmente. O jogo foi incluído em Rare Replay, uma compilação de 30 títulos da Rare, lançados no Xbox One em 4 de agosto de 2015. Entrevistas com desenvolvedores do jogo foram adicionadas como conteúdo bônus desta coleção. Blast Corps foi um dos favoritos dentre os avaliadores de Rare Replay.
Blast Corps iniciou uma sequência de sete jogos da Rare para o Nintendo 64 muito elogiados e respeitados, incluindo GoldenEye 007, Banjo-Kazooie, Perfect Dark, e Jet Force Gemini. A Retro Gamer escreveu que a Rare havia dobrado o número de jogos clássicos do Nintendo 64, e que havia se tornado uma importante aliada da Nintendo. A Microsoft adquiriu a Rare em 2002 por 377 milhões de dólares. Em 2009, Wakeley disse que um estúdio raramente deixaria um projeto com o escopo de Blast Corps nas mãos de um time com quatro recém graduados.
A equipe da Nintendo Power (1997) e da IGN (2014) listaram Blast Corps em suas listas de 100 melhores jogos da Nintendo de todos os tempos.